# Rafi Ud-Daulat
Rafi Ud-Daulat còn gọi là Shah Jahan II (tháng 6 năm 1696 – 19 tháng 9 năm 1719) là vua nước Mogul ở miền bắc Ấn Độ, ở ngôi trong 3 tháng vào năm 1719. Ông là anh của vua Rafi Ul-Darjat. Ông được các quyền thần Syed Hassan Ali Khan Barha và Syed Hussain Ali Khan Barha lập làm vua vào tháng 6 năm 1719, sau khi Rafi Ul-Darjat chết yểu. Tuy nhiên, Rafi Ud-Daulat cũng yếu đuối giống nhưng vua em, và chỉ ở ngôi được đến tháng 9 năm 1719 thì chết. Nhóm quyền thần Syed lập người tôn thất là Nikusiyar lên thay Rafi Ud-Daulat.